# Edith Hughes

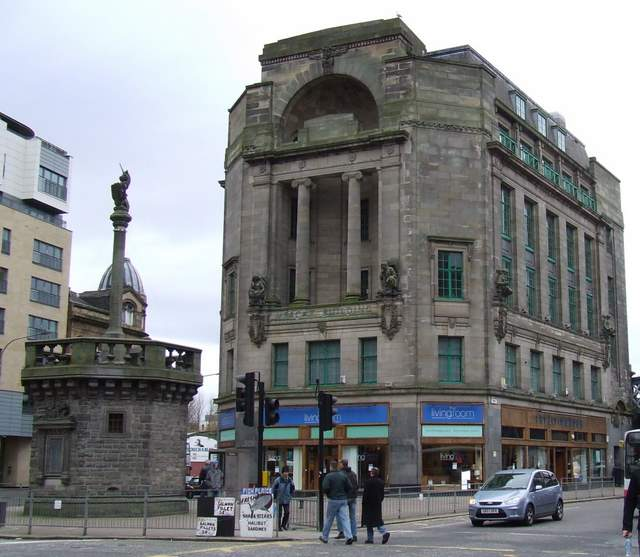
El Glasgow Mercat Cross (izquierda), diseñado por Edith Hughes en 1930

Edith Mary Wardlaw Burnet Hughes (Edimburgo, Escocia, Reino Unido, 7 de julio de 1888 – Stirling, Reino Unido, 28 de agosto de 1971) fue una arquitecta escocesa. Fue considerada la primera arquitecta mujer en activo del Reino Unido, habiendo establecido su propio estudio de arquitectura en 1920. Sin embargo, la primera arquitecta británica podría tratarse de Elizabeth Wilbraham quien ejerció alrededor de 1660.

## Primeros años
Edith Burnet nace en Edimburgo, hija de George Wardlaw Burnet, un abogado, y sobrina del arquitecto Sir John Burnet (1857–1938). Vive en Aberdeen hasta la muerte de su padre en 1901, tras la que pasa a ser educada por su tío. Viaja por Europa, estudiando arte y arquitectura, y asiste a clases en La Sorbona, hasta alrededor de 1911, año en que ingresa a la Escuela de Arte Gray en Aberdeen. Inicialmente estudia diseño de jardines, pero se cambia pronto a arquitectura y obtiene el título en 1914. Al año siguiente es nombrada profesora en la Escuela. Trabaja un breve período de tiempo en el despacho de Jenkins y Marr, antes de su matrimonio con su mentor, el arquitecto Thomas Harold Hughes (1887–1949) en 1918.

## Carrera profesional
La pareja se une al estudio de Burnet en Glasgow, convirtiéndose en socios en 1919. Discrepancias con otro socio llevan al matrimonio a abandonar la firma al año siguiente. Tras el rechazo a su solicitud de traslado a la oficina de Burnet en Londres, comienzan a impartir clases en la Escuela de Arte de Glasgow, donde posteriormente Edith pasa a dirigir el departamento de arquitectura. Ella establece su propio despacho en la ciudad en 1920. En 1927 se convierte en la primera mujer a la que se le ofrece el ingreso al Instituto Real de Arquitectos Británicos (RIBA) a propuesta de, entre otros, John Begg y su propio tío, John Burnet. Sin embargo los asesores legales del RIBA establecieron que ella no podría ser elegida, aplazando la primera incorporación de una mujer a la institución al año 1938 con la elección de Josephine Miller. Igualmente le fue denegado el acceso a la Agrupación Real de Arquitectos en Escocia (RIAS).  Tras la Segunda Guerra Mundial, Hughes restablece su oficina en Edimburgo. Es nombrada miembro honorario del RIAS en 1968, pero en poco tiempo abandona el ejercicio de la profesión, se traslada a Kippen y fallece de una neumonía en Stirling en 1971.
El matrimonio de Thomas y Edith Hughes tuvo tres hijas y se separó tras la Segunda Guerra Mundial.

## Obra

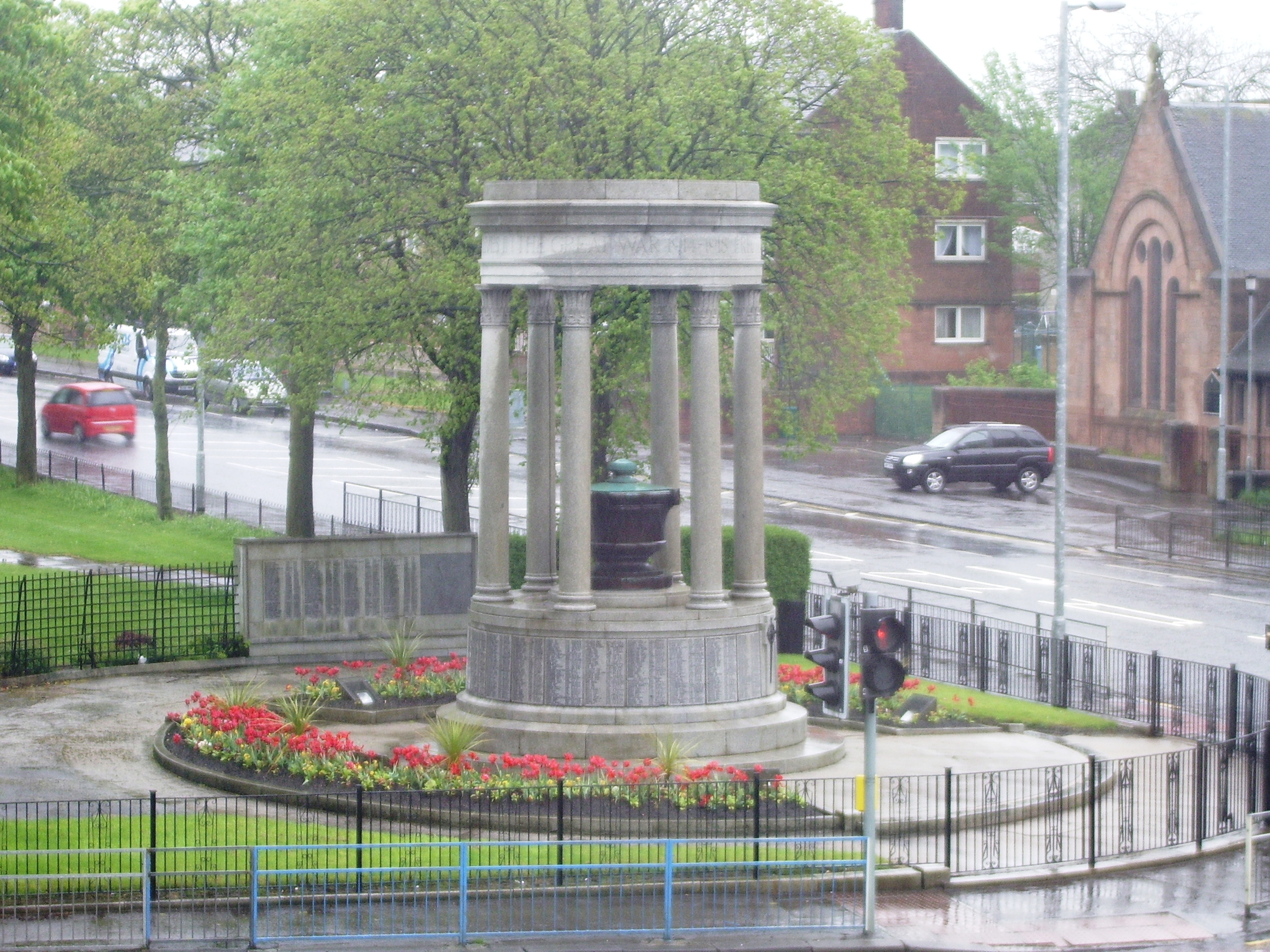
El Coatbridge War Memorial (1924)

Su primer encargo fue el Memorial Rutherford en 1916, cuyo proyecto y localización son desconocidos. Se dedicó sobre todo a proyectos residenciales, incluyendo reformas de viviendas y diseño de cocinas. A su obra pública pertenecen el Memorial de Guerra en Coatbridge (1924) y el Mercat Cross de Glasgow (1930), una réplica de un mercat cross medieval. Ella proyectó la reforma del Lady Artist's Club en Blythswood Square, Glasgow, y fue la responsable de la transformación de numerosas viviendas unifamiliares de Edinburgo en apartamentos. También realizó trabajos en la Catedral Episcopal de Santa María y la Escuela de Música de Edimburgo, entre 1956 y 1965. Her most important commissions for the Cathedral were the stone font, with its wrought iron cover, and a wrought iron screen to the Chapel of St Margaret of Scotland.